# Partito Social Democratico Ceco
La Socialdemocrazia (in ceco: Sociální demokracie – SOCDEM) è un partito politico ceco. È membro dell'Internazionale socialista e del Partito Socialista Europeo.

## Storia

### Il Partito Socialdemocratico Cecoslovacco
Il partito è stato fondato nel 1878, durante la dominazione Austriaca. È il partito ceco più antico. Con la nascita della Repubblica Cecoslovacca, nel 1918, il partito prese parte a vari governi fino al 1938. Durante la Seconda guerra mondiale, molti membri del partito si impegnarono nella resistenza all'occupazione nazista. Nel 1945 il partito venne rifondato, ma nel 1948 fu costretto a fondersi con il Partito Comunista (oggi KSČM). Per evitare le persecuzioni perpetrate dal regime comunista molti socialdemocratici fuggirono all'estero e rifondarono clandestinamente il partito a Londra. Nel 1968, durante la cosiddetta "Primavera di Praga", molti intellettuali, tra cui il futuro Presidente della Repubblica, il liberale Václav Havel, chiesero la ricostituzione del partito. Nel 1989, durante la cosiddetta "Rivoluzione di velluto", che sancì la fine della dittatura comunista, il partito venne rifondato a Praga e nel 1990 si svolse il primo congresso che decise di assumere il nome di Partito Socialdemocratico Cecoslovacco, continuando la federazione tra cechi e Partito Socialdemocratico di Slovacchia.
Alle prime elezioni democratiche del 1990, il partito decise di presentarsi da solo e non con il Forum Civico, guidato da Havel, che raccoglieva tutte le forze che si erano opposte al regime comunista. Il partito ottenne il 4,1% e, non avendo superato lo sbarramento del 5%, non ottenne seggi. Ben presto, però, a causa della scissione operata dai liberisti all'interno del Forum, che fondarono il Partito Democratico Civico (ODS), alcuni deputati del Forum passarono al partito, costituendo un gruppo parlamentare socialdemocratico. Alle elezioni del 1992, il partito ottenne il 6,5% dei voti ed elesse 16 deputati.

### Dal 1993 ad oggi
Nel 1993, dopo lo scioglimento della Cecoslovacchia, il partito assunse il nome attuale.
Alle elezioni del 1996, il partito quadruplicò i suoi voti salendo al 26,4% e conquistando 61 seggi. Ciò nonostante il partito rimase all'opposizione. Alle elezioni del 1998, i socialdemocratici ottennero il 32,3% dei voti, 74 seggi e guidarono un governo, con il sostegno esterno del Partito Democratico Civico (ODS). L'accordo tra socialdemocratici e conservatori, seppur criticato, assicurò la stabilità del governo, sufficiente a far rientrare la Repubblica Ceca nei parametri necessari per l'ingresso nell'Unione europea.
Nel 2002, il partito ottenne, alle elezioni politiche, il 30,2% dei voti e formò un governo, con un solo seggio di vantaggio, insieme all'Unione Cristiana e Democratica - Partito Popolare Cecoslovacco e all'Unione della Libertà - Unione Democratica. Per la prima volta dal 1990 i Democratici Civici (ODS) furono esclusi del tutto dal governo ed i Comunisti superarono il 18% dei voti.
Alle elezioni parlamentari del 2006, il partito, guidati dal nuovo leader Jiří Paroubek, vide incrementare i propri consensi, passando al 32,4% ed eleggendo 74 deputati. I liberali, però, non superarono lo sbarramento del 5% ed i democristiani dimezzarono i propri consensi scendendo al 7,4% dei voti. L'ODS conquistò, invece, 81 seggi, ben 23 in più, tornando al governo con Mirek Topolánek.
Nonostante partito si sia attestato come il maggiore partito del paese alle elezioni del 2010, ottenendo il 22,1%, l'alleanza fra l'ODS e i due partiti emergenti TOP 09 e Affari Pubblici lo ha relegato all'opposizione. A seguito del deludente risultato elettorale, la leadership del partito è passata temporaneamente a Bohuslav Sobotka.

### Elezioni Parlamentari del 2017: il grande declino
Alle elezioni parlamentari del 2013 il partito vinse le elezioni ottenendo il 20,45%. Alle elezioni parlamentari del 2017, anche a causa della crescita di popolarità di partiti e movimenti come ANO, il partito è crollato al 7,27%.

## Presidenti

### Presidenti del Partito Social Democratico Operaio Cecoslavonico
- Antonín Němec (1904 - 1915)
- Bohumír Šmeral (1916 - 1917)

### Presidenti del Partito Social Democratico Operaio Ceco
- Antonín Němec (1917 - 1925)
- Antonín Hampl (1925 - 1938)

### Presidenti della Social Democrazia Cecoslovacca
- Zdeněk Fierlinger (1945 - 1947)
- Bohumil Laušman (1947 - 1948)

### Presidenti della Social Democrazia Cecoslovacca in esilio
- Blažej Vilím (1948)
- Václav Majer (1948 - 1972)
- Vilém Bernard (1972 - 1989)
- Karel Hrubý

### Presidenti della Social Democrazia Cecoslovacca
- Slavomír Klaban (1989 - 1990)
- Jiří Horák (1990 - 1993)

### Presidenti del Partito Social Democratico Ceco
- Miloš Zeman (28 febbraio 1993 - aprile 2001)
- Vladimír Špidla (aprile 2001 - 26 giugno 2004)
- Stanislav Gross (26 giugno 2004 - 26 aprile 2005)
- Bohuslav Sobotka (ad interim) (2005 - 2006)
- Jiří Paroubek (2006 - 2010)
- Bohuslav Sobotka (2011 - 2017)
- Milan Chovanec (ad interim) (2017 - 2018)
- Jan Hamáček (2018 - 2021)
- Roman Onderka (ad interim) (2021)
- Michal Šmarda (2021 - in carica)

## Loghi

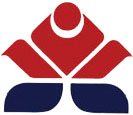
1992-1998
2021-2023
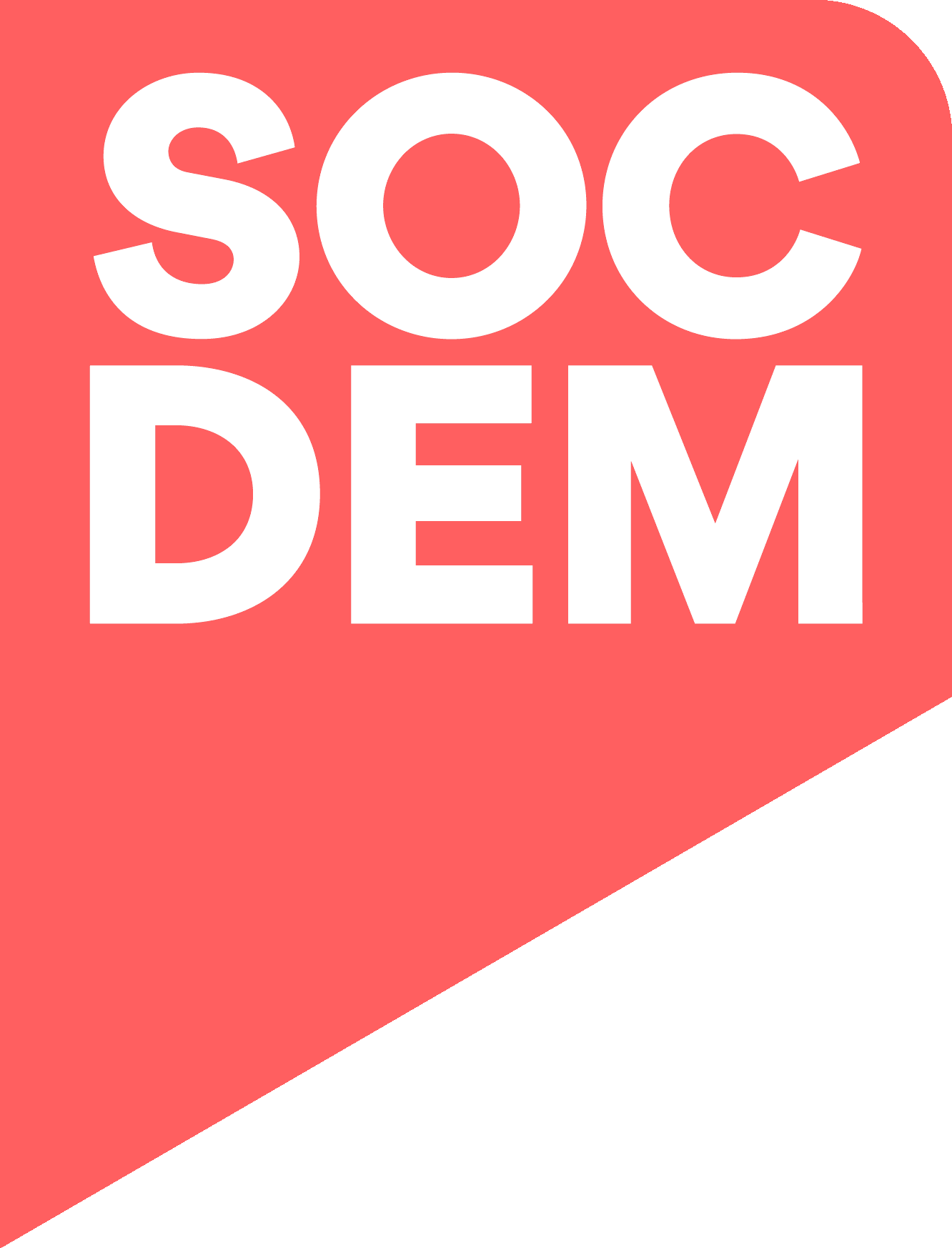
Dal 2023

## Risultati elettorali
| Elezione          | Voti      | %     | Seggi    |
| ----------------- | --------- | ----- | -------- |
| Parlamentari 1992 | 422.736   | 6,53  | 16 / 200 |
| Parlamentari 1996 | 1.602.250 | 26,44 | 61 / 200 |
| Parlamentari 1998 | 1.928.660 | 32,31 | 74 / 200 |
| Parlamentari 2002 | 1.440.279 | 32,21 | 70 / 200 |
| Europee 2004      | 204.903   | 8,78  | 2 / 24   |
| Parlamentari 2006 | 1.728.827 | 32,32 | 74 / 200 |
| Europee 2009      | 528.132   | 22,39 | 7 / 22   |
| Parlamentari 2010 | 1.155.267 | 22,08 | 56 / 200 |
| Parlamentari 2013 | 1.016.829 | 20,46 | 50 / 200 |
| Europee 2014      | 214.800   | 14,17 | 4 / 21   |
| Parlamentari 2017 | 368.347   | 7,28  | 15 / 200 |
| Europee 2019      | 93.664    | 3,95  | 0 / 21   |
| Parlamentari 2021 | 250.396   | 4,65  | 0 / 200  |
| Europee 2024      | 55.260    | 1,86  | 0 / 21   |